# Liborio Durán Borrero
Liborio Durán Borrero (Campoalegre, 7 de noviembre de 1820 - Bogotá, 7 de marzo de 1882) fue un militar y político colombiano, miembro fundador del Partido Liberal Colombiano. Durán alcanzó el grado de general del ejército colombiano. 
Es el patriarca de varios linajes destacados en el departamento del Huila, en Colombia.

## Familia
Liborio Durán Borrero era miembro de la aristocracia del Tolima Grande, aunque posteriormente el fue patriarca de otro linaje más importante en su regiónː Los Ucrós Durán.
Sus padres eran José Ignacio Durán y Polanco, y María Lucía Borrero y Gómez, siendo sus hermanos José Ramón, María Josefa, Sixto Liborio (no confundir con él mismo), María Dorotea, Teresa, Hermógenes y Marco Antonio Durán Borrero.
Su hermana mayor María Josefa, se casó con un pariente de Jorge Tadeo Lozano; su hermano Sixto, fue médico y pensador, y es el patriarca de los individuos de apellido Durán-Ballén que viven en Ecuador, incluyendo el expresidente de ese país Sixto Durán-Ballén Cordovéz; y su hermana María Dorotea fue la segunda esposa del expresidente José Hilario López.
Uno de sus tíos era tío trastatarabuelo del político liberal Ernesto Durán Cordovéz, cuya esposa fue la folcrorista Inés García Borrero, hija del escritor Joaquín García Borrero.

### Matrimonio y descendencia
Liborio se casó con Rafaela Buendía Durán, su parienta, con quien tuvo 3 hijasː Manuela, Matilde y Emilia Durán Buendía.
Su hija mayor se casó con el médico Zoilo Cuéllar, la segunda con José Eugenio Ucrós, de quienes descienden los Ucrós del Huila (sus hijos Carlos y Rafael Ucrós, y su nieto Jaime Ucrós García); y Emilia con Enrique Huss.
Su hijo Carlos estaba casado con la activista Clotilde García Borrero, parienta suya y hermana del escritor Joaquín García. Los García eran a su vez sobrinos del célebre pintor Ricardo Borrero Álvarez. Los Borrero eran parientes lejanos de Misael Pastrana Borrero, ya que el abuelo materno de Pastrana, era hermano del padre de Ricardo Borrero, y por tanto tío de los hermanos García Borrero.